# Agilent Technologies
Agilent Technologies is een Amerikaans bedrijf dat wetenschappelijke meetinstrumenten maakt.
Agilent maakte tot 1999 deel uit van het bedrijf Hewlett Packard.

## Producten
De belangrijkste producten van Agilent zijn onder andere:
- Laboratoriumapparatuur zoals DNA-microarrays, HPLC's, capillaire elektroforese systemen, massaspectrometers en gaschromatograven
- Communicatieapparatuur zoals LAN/WAN network analyzers

De activiteiten van Agilent op het gebied van test- en meetapparatuur (o.a. multimeters en oscilloscopen) zijn vanaf oktober 2013 ondergebracht in een apart bedrijf, genaamd Keysight Technologies. Op 1 november 2014 werd de formele afscheiding van Keysight Technologies afgerond.